# Fuchsia tillettiana
Fuchsia tillettiana är en dunörtsväxtart som beskrevs av Philip Alexander Munz. Fuchsia tillettiana ingår i släktet fuchsior, och familjen dunörtsväxter. Inga underarter finns listade i Catalogue of Life.